# 음성 태교사
음성 태교사(陰城 泰喬祠)은 충청북도 음성군 원남면에 있는 조선시대의 사당이다. 1987년 3월 31일 충청북도의 문화재자료 제7호로 지정되었다.

## 개요
중국 송나라 주자의 영정을 봉안하고 있는 사당이다. 조선 철종 7년(1856)에 주응동이 안성에 사는 김용으로부터 주자의 영정을 기증받아 주씨 문중에서 사당을 짓고 서원을 열었다.
처음에 문곡영당이라 하였는데 흥선대원군의 서원철폐령으로 폐원되었다가 고종 30년(1893)년 다시 지어 사당의 명칭을 태교사라 하였다.
태교사의 건물 배치를 보면 문을 지나 전면에 제사를 지내는 강당이 있고 그 뒤로 담장을 돌리고 삼문을 설치하였으며 삼문을 지나면 사당이 있다.
강당은 앞면 4칸·옆면 2칸 규모로, 지붕은 옆면에서 볼 때 여덟 팔(八)자 모양을 한 팔작지붕이다. 앞면 4칸 중 끝칸은 온돌방이고 가운데 2칸은 대청으로 되어 있다. 사당은 앞면 3칸·옆면 2칸 규모이며 지붕은 팔작지붕인데, 안쪽에는 주자의 영정을 모시고 있다.

## 참고 자료
- 음성 태교사 - 국가유산청 국가유산포털